# احمد صفایی
احمد صفایی کارگردان و فیلم‌نامه‌نویس اهل ایران بود. وی فعالیت در سینما را سال ۱۳۳۶ با فیلم «|قزل ارسلان» ساخته شاپور یاسمی به عنوان دستیار کارگردان آغاز کرد. صفایی در سال ۱۳۴۰ شرکت «کارون فیلم» را تأسیس کرد.

## کارگردان
- بلند پرواز (۱۳۵۲)
- تک‌تازان صحرا (۱۳۴۷)
- در جستجوی تبهکاران (۱۳۴۶)
- غم‌ها و شادی‌ها (۱۳۴۶)
- فرمان خان (۱۳۴۶)
- شیطان سفید (۱۳۴۴)
- فریاد دهکده (۱۳۴۴)
- آن‌ها زندگی را دوست داشتند (۱۳۴۲)
- اشک شوق (۱۳۴۱)

## نویسنده
- تک‌تازان صحرا (۱۳۴۷)
- غم‌ها و شادی‌ها (۱۳۴۶)
- فرمان خان (۱۳۴۶)
- شیطان سفید (۱۳۴۴)
- فریاد دهکده (۱۳۴۴)

## تدوین
- تک‌تازان صحرا (۱۳۴۷)
- شیطان سفید (۱۳۴۴)